# Cách ly xã hội (tâm lý)
Cách ly xã hội là tình trạng thiếu liên lạc hoàn toàn hoặc gần như hoàn toàn giữa một cá nhân và xã hội. Nó khác với sự cô đơn, phản ánh sự thiếu liên lạc tạm thời và không tự nguyện với những người khác trên thế giới. Cách ly xã hội có thể là một vấn đề cho các cá nhân ở mọi lứa tuổi, mặc dù các triệu chứng có thể khác nhau theo nhóm tuổi.
Sự cô lập xã hội có những đặc điểm tương tự trong cả hai trường hợp tạm thời và đối với những người có chu kỳ cách ly suốt đời. Tất cả các loại cô lập xã hội có thể bao gồm việc ở nhà trong thời gian dài, không liên lạc với gia đình, người quen hoặc bạn bè và/hoặc cố tình tránh mọi liên lạc với người khác khi những cơ hội đó xuất hiện.

## Các hiệu ứng
Sự cô lập xã hội thực sự trong nhiều năm và nhiều thập kỷ có thể là một tình trạng mãn tính ảnh hưởng đến tất cả các khía cạnh của sự tồn tại của một người. Sự cô lập xã hội có thể dẫn đến cảm giác cô đơn, sợ hãi người khác hoặc có tự trọng thấp. Thiếu tiếp xúc với con người một cách thường xuyên cũng có thể gây ra xung đột với bạn bè (ngoại vi) khi nói chuyện, người bị cô lập về mặt xã hội đôi khi có thể gây ra vấn đề với các thành viên trong gia đình.